# Balto-slovanské jazyky
Balto-slovanské jazyky jsou jednou ze skupin jazyků indoevropských. Hovoří se jimi především ve střední, jihovýchodní, severovýchodní a východní Evropě a v severní Asii. Tvoří je dvě větve: slovanská, do níž naleží drtivá většina jazyků i mluvčích, a baltská, kterou se hovoří v severovýchodním Pobaltí. Odhaduje se, že společným prajazykem, z něhož se obě větve vyvinuly, tzn. prabaltoslovanským jazykem, se hovořilo zhruba v letech 1500–1000 př. n. l., cca v oblasti dnešního Polska, Běloruska a Ukrajiny.

## Dělení
- baltské jazyky
  - západobaltské jazyky †
    - pruština †
      - staropruština †
      - novopruština †

    - jotvingština (súduvština) †
    - galindština †

  - východobaltské jazyky
    - kurština † – někdy považována za západobaltský jazyk
    - jazyk Kuršiniků
    - lotyština (1,6 mil. mluvčích)
      - latgalština (150 tis. mluvčích) – často považována za dialekt lotyštiny

    - litevština (3,9 mil. mluvčích)
      - žemaitština – často považována za dialekt litevštiny

    - sélština †
    - zemgalština (žiemgalština) †

- slovanské jazyky
  - západoslovanské jazyky
    - česko-slovenské jazyky
      - čeština
      - slovenština

    - lužickosrbské jazyky
      - hornolužická srbština
      - dolnolužická srbština

    - lechické jazyky
      - polština
      - pomořanština
        - kašubština
        - slovinčtina †

      - polabština †

  - východoslovanské jazyky
    - běloruština
    - ukrajinština
    - ruština
    - rusínština

  - jihoslovanské jazyky
    - západní větev
      - chorvatština
      - srbština
      - bosenština
      - černohorština
      - slovinština
        - zámuřština

    - východní větev
      - makedonština
      - bulharština
      - staroslověnština †
      - církevní slovanština – liturgický jazyk pravoslavných církví